# Ален (Јужна Дакота)
Ален (енгл. Allen) насељено је место без административног статуса у америчкој савезној држави Јужна Дакота.

## Демографија
По попису из 2010. године број становника је 420, што је 1 (0,2%) становника више него 2000. године.
| Група             | 2000.     | 2010.     |
| Белци             | 18 (4,3%) | 13 (3,1%) |
| Афроамериканци    | 0 (0,0%)  | 0 (0,0%)  |
| Азијати           | 0 (0,0%)  | 0 (0,0%)  |
| Хиспаноамериканци | 6 (1,4%)  | 4 (1,0%)  |
| Укупно            | 419       | 420       |